# Italo Giglioli
Italo Giglioli (Genova, 1º maggio 1852 – Pisa, 1º ottobre 1920) è stato un chimico italiano.

## Biografia
Nacque a Genova nel 1852 da Giuseppe Giglioli, medico patriota e amico di Mazzini, e da Ellen Hillyer.
Il padre visse a lungo in esilio a Londra ed acquisì una dimestichezza con la cultura inglese che poi, trasmessa al figlio, ne avrebbe improntato l'intera attività scientifica. Al ritorno in Italia, Giuseppe si spostò per lavoro con la famiglia in varie città italiane; Italo compì i primi studi tra Pisa e Firenze, completandoli infine in Inghilterra grazie ad una borsa di studio del Ministero di Agricoltura, Industria e Commercio. 
Tornato in Italia, fu subito nominato assistente alla cattedra di Chimica tecnologica presso il Museo industriale e professore di scienze naturali a Torino. 
Nel 1877, a soli 25 anni, vinse il concorso per professore di Chimica agraria nella Scuola superiore di agricoltura di Portici, di recente istituzione, ma già all'avanguardia in molti settori delle scienze agrarie. Ereditò la cattedra da Alfonso Cossa, passato a dirigere la Stazione agraria di Torino, e seppure per una breve parentesi da Eugenio Missaghi. Oltre all'insegnamento della disciplina, a Portici assunse anche la direzione del Laboratorio di Chimica agraria, fondato da Achille Costa. Restò a Portici come docente e direttore della Stazione per ben venticinque anni: in questo lungo arco temporale dotò il laboratorio di tutte le apparecchiature necessarie e di tutti gli ausili didattici necessari per consentire agli allievi della Scuola di essere al passo con le più recenti scoperte della chimica agraria dell’epoca. Sotto la direzione di Giglioli il Laboratorio assunse grande notorietà, sia per l'attività didattica che per quella scientifica.
A Portici arrivò ben presto anche la direzione della ormai celebre Scuola: successe ad Almerico Cristin e fu direttore della Scuola superiore di agricoltura di Portici dal 26 agosto 1889 al 3 gennaio 1897.
Nel 1899 fu incaricato di tenere il discorso di inaugurazione del nuovo anno accademico della Scuola di Portici alla presenza di ospiti e convitati illustri, tra cui il Principe ereditario con la moglie, il senatore e prefetto di Napoli Giannetto Casavola, oltre a numerosi senatori, deputati e rappresentanti della Provincia e del Comune di Napoli. Nel suo discorso parlò della produzione frumentaria in Italia ed insistette sulla necessità di un nuovo sviluppo scientifico e agrario nella politica italiana.
Fu presente in qualità di giurato all'Esposizione di Parigi del 1900 e vi tenne una relazione nella quale evidenziò, numeri alla mano, i ritardi e i limiti nell’organizzazione degli studi superiori agrari tra l'Italia e le altre nazioni europee, in primis la Germania. In questi anni lo studioso approfondiva sempre più i suoi interessi di economista e sociologo e, partendo anche dal confronto internazionale favorito proprio dall'evento parigino, produsse un'opera di grande respiro, Malessere agrario e alimentare italiano (1903), nella quale esplorò il campo dell’agronomia e dell’economia agraria, mettendo a confronto non solo le diverse realtà europee, ma anche le condizioni delle scienze agronomiche negli Stati Uniti, in Cina e in Giappone; con il poderoso volume, l'autore puntava a mostrare il malessere agrario e alimentare in Italia e dunque il divario esistente con le più importanti Nazioni. 
Nel 1902 pur conservando la cattedra di Portici, gli fu affidata la direzione della Reale Stazione chimico-agraria sperimentale di Roma. 
Nel 1904, dopo quasi venticinque anni passati alla Scuola di Portici, tornò a Pisa, dove fu chiamato come professore di Chimica agraria nella Scuola superiore di agraria dell'Università di Pisa, subentrando a Fausto Sensini. A Pisa rimase fino al 1918.
I suoi interessi scientifici spaziavano dall'agronomia (dalla coltura del frumento alla coltivazione degli alberi da canfora, alla chimica agraria (studi sui sali di manganese, ecc.), fino alla batteriologia. 
Non trascurò mai i suoi interessi personali di indole letteraria e politica.

## Opere
- Chimica agraria campestre e silvana, ossia Chimica delle piante coltivate, dell'aria, del terreno, dei lavori rurali e dei concimi, Napoli, Marghieri, 1884, SBN TO00816086.
- Fermenti e microbi : saggio di igiene antimicrobica, Napoli, Marghieri, 1887, SBN BA10017428.
- Educazione agraria britannica, Roma, Tip. Eredi Botta, 1888, SBN NAP0352383.
- Malessere agrario e alimentare in Italia : relazione di un giurato italiano all'Esposizione Universale di Parigi nel 1900, sulle condizioni dell'agricoltura in Italia, in paragone colle condizioni all'estero, Portici, Premiato stab. tipografico vesuviano, 1903, SBN RMS0178839.
- Concimi, mangimi, sementi e sostanze antiparassitarie : Commercio, frodi e repressioni delle frodi, specialmente in Italia, Roma, Tip. Della Camera Dei Deputati, 1905, SBN CUB0311380.